# Vesperus strepens
Vesperus strepens is een keversoort uit de familie Vesperidae. De wetenschappelijke naam van de soort werd in 1793 gepubliceerd door Johann Christian Fabricius.